# 25ª Brigata aviotrasportata "Sičeslav"
La 25ª Brigata aviotrasportata autonoma "Sičeslav" (in ucraino 25-та окрема Січеславська повітрянодесантна бригада?, 25-ta okrema Sičeslavs'ka povitrjanodesantna bryhada, unità militare A1126) è un'unità di fanteria aviotrasportata delle Forze d'assalto aereo ucraine con base a Hvardijs'ke.
Si tratta dell'unica unità ucraina equipaggiata con veicoli da combattimento aviotrasportati BMD-1 e BMD-2, ed è perciò l'unica dotata della capacità di lancio col paracadute con l'ausilio di aerei da trasporto Il-76 e An-70. Le altre brigate delle Forze d'assalto aereo sono in realtà equipaggiate come normale fanteria meccanizzata.

## Storia
In seguito alla dissoluzione dell'Unione Sovietica il personale ucraino (circa il 40% del totale) in servizio presso il 217º Reggimento della 98ª Divisione aviotrasportata delle guardie, di stanza a Bolhrad, passò dalla parte dell'Ucraina andando a costituire la 25ª Brigata aviotrasportata, subordinata alla 1ª Divisione aeromobile delle Forze armate ucraine. La nuova formazione giurò fedeltà al popolo ucraino il 5 giugno 1993. Fra ottobre 1995 e dicembre 1999, circa 800 paracadutisti della brigata hanno partecipato a missioni di peacekeeping in ex-Jugoslavia e in Kosovo. Il 16 luglio 2002 l'unità venne distaccata dalla divisione e trasferita presso Hvardijs'ke. Ha inoltre ricevuto il titolo onorifico di "Dnipropetrovs'k". Fra il 2003 e il 2005 il personale dell'unità ha preso parte alla missione dell'ONU in Iraq.
All'inizio del 2014 soltanto il 1º Battaglione paracadutisti era pronto al combattimento, e dopo l'annessione della Crimea alla Russia fu una delle poche unità ucraine a ritirarsi dalla penisola ancora con le armi in pugno. Il 2º e il 3º Battaglione vennero invece portati alla capacità operativa con personale mobilitato. Inizialmente il 1º Battaglione venne schierato sul confine orientale con la Russia, il 2º nella regione di Mykolajiv e il 3º presso Slov"jans'k. La brigata prese quindi parte alla guerra del Donbass, subendo gravi perdite quando un aereo da trasporto Il-76 venne abbattuto vicino a Luhans'k il 13 giugno, uccidendo i 40 militari e i 9 membri dell'equipaggio a bordo. Nei mesi successivi la brigata è stata utilizzata in combattimento contro le forze separatiste. Al 2018, l'unità ha registrato in totale 150 caduti durante il conflitto in Donbass.
Il 23 agosto 2021 la brigata ha sostituito il titolo onorifico di "Dnipropetrovs'k" con quello di "Sičeslav", a rispecchiare il cambiamento di denominazione del relativo oblast'.

### Guerra russo-ucraina
A partire dal 24 febbraio 2022 è stata coinvolta nell'invasione russa dell'Ucraina, partecipando agli scontri nell'Ucraina orientale e distruggendo diversi carri nemici. Il comandante della brigata, colonnello Oleh Zenčenko, è morto in combattimento il 17 marzo 2022 nell'area dell'aeroporto di Donec'k. Il 28 giugno è stata insignita del titolo onorifico "Per il Valore e il Coraggio" dal presidente ucraino Volodymyr Zelens'kyj. Fra luglio e agosto è stata impiegata a difesa della roccaforte di Avdiïvka. Durante la controffensiva ucraina nell'oblast' di Charkiv del settembre 2022 ha svolto un ruolo predominante, insieme alla 92ª Brigata meccanizzata e all'80ª Brigata d'assalto aereo, nello sfondamento delle difese russe, contribuendo alla cattura della città di Kup"jans'k il 10 settembre. Il 14 ottobre il nuovo comandante della brigata, colonnello Jevhenij Kuraš, è stato nominato Eroe dell'Ucraina dal presidente Zelens'kyj in virtù dei successi conseguiti durante questa operazione. Nei mesi successivi ha continuato a operare a est del fiume Oskol, avanzando in direzione di Svatove. Alla fine di gennaio 2023 ha condotto un tentativo di attacco verso Kreminna da nord, contemporaneamente alla manovra della 95ª Brigata d'assalto aereo da sud. Il 7-8 febbraio, in concomitanza con la visita istituzionale di Zelens'kyj, alcuni equipaggi della brigata sono stati inviati nel Regno Unito per iniziare l'addestramento sui carri Challenger 2. Questo personale, insieme ad altro proveniente dall'80ª Brigata, è stato successivamente distaccato per diventare il nucleo dell'82ª Brigata d'assalto aereo, una nuova unità d'élite destinata ad essere la punta di lancia della controffensiva estiva ucraina.
All'inizio di marzo 2023, durante un'operazione offensiva condotta insieme alla 92ª Brigata meccanizzata, è riuscita a raggiungere e tagliare l'autostrada che collega Svatove e Kreminna poco a nord di quest'ultima. Successivamente l'intensificarsi degli assalti russi ha costretto la brigata a retrocedere di qualche chilometro. A giugno reparti di artiglieria della brigata sono stati avvistati sul fronte sud, nel settore di Velyka Novosilka, in concomitanza con la liberazione di diversi villaggi da parte della 35ª Brigata fanteria di marina. A luglio l'unità è stata schierata in rinforzo alla 66ª Brigata meccanizzata, investita dagli attacchi russi nell'area di Svatove. Alla fine di novembre 2023 è stata la prima unità veterana delle Forze armate ucraine a ricevere i veicoli da combattimento tedeschi Marder, facendo seguito all'82ª Brigata d'assalto aereo di nuova creazione, in sostituzione dei più vecchi e leggeri BMD-2. Ha inoltre aperto il reclutamento di volontari stranieri. All'inizio del 2024 ha ricevuto in dotazione i carri Leopard 1A5, sempre di origine tedesca.
In seguito alla caduta della roccaforte di Avdiïvka nella seconda metà di febbraio 2024 il 3º Battaglione della brigata è stato trasferito nel settore, dove ha rafforzato le difese ucraine nei villaggi alle spalle della città. Il 30 marzo l'unità ha fermato un imponente assalto corazzato russo a ovest del villaggio di Tonenke, condotto da un intero battaglione del 6º Reggimento della 90ª Divisione corazzata delle guardie supportato da fanteria meccanizzata, distruggendo 12 carri armati e 8 veicoli da combattimento nemici. All'inizio di settembre la brigata è stata impiegata a difesa di Ukraïns'k, snodo cruciale per mantenere l'integrità del saliente formatosi a sud-est di Pokrovs'k in seguito all'offensiva russa e impedire l'accerchiamento dei reparti ucraini a est del fiume Vovča. Nei mesi successivi, in seguito alla caduta di Selydove a ottobre, la brigata si è gradualmente ritirata verso la città di Pokrovs'k, difendendo in particolare il settore di Myrnohrad nel gennaio 2025.

## Struttura
- Comando di brigata[36]
- 1º Battaglione paracadutisti
- 2º Battaglione paracadutisti
- 3º Battaglione paracadutisti
- Compagnia sistemi senza pilota
- Compagnia corazzata (T-80BV e Leopard 1A5)
- Gruppo d'artiglieria
  - Batteria acquisizione obiettivi
  - Battaglione artiglieria semovente (2S1 Gvozdika)
  - Battaglione artiglieria semovente (2S9 Nona-S)
  - Battaglione artiglieria lanciarazzi (BM-21 Grad)
  - Compagnia controcarri (Fagot e Metis-M)
- Battaglione artiglieria missilistica contraerei (9K35 Strela-10)
- Compagnia ricognizione
- Compagnia genio
- Compagnia supporto aereo
- Compagnia logistica
- Compagnia manutenzione
- Compagnia comunicazioni
- Compagnia difesa NBC
- Compagnia medica
- Plotone cecchini

## Simboli
Lo stemma della brigata è trinciato di amaranto, colore delle Forze d'assalto aereo, e di blu, che simboleggia le acque del fiume Dnepr, la gloria, l'onore e la lealtà. Al centro è raffigurata una testa di falco d'argento, che rappresenta la rapidità e l'abilità nell'eseguire missioni di combattimento d'assalto, mentre in basso sono presenti tre stelle d'argento, che richiamano gli elementi araldici della città di Dnipro, capitale della regione dove ha sede l'unità; sono inoltre un tributo alle tradizioni dei cosacchi, ed essendo disposte a forma di lettera V sono un simbolo di vittoria e ricerca di nuovi traguardi.

## Comandanti
- Colonnello Ivan Aleščenko (1993 - 1996)
- Colonnello Oleksandr Zaščytnykov (1996 - 1998)
- Colonnello Jurij Habrus (1998 - 1999)
- Colonnello Andrij Maksymenko (1999 - 2001)
- Colonnello Ihor Lun'ov (2001 - 2003)
- Colonnello Ihor Stel'mach (2003 - 2004)
- Tenente colonnello Volodymyr Kol'čyk (2004 - 2006)
- Colonnello Oleh Svystak (2006 - 2007)
- Colonnello Jurij Sodol' (2007 - luglio 2015)[38]
- Colonnello Oleh Zenčenko (luglio 2015 - marzo 2022) †[13]
- Colonnello Jevhenij Kuraš (marzo 2022 - maggio 2023)[18]
- Colonnello Jevhen Lasijčuk (maggio 2023 - luglio 2025)[39]
- Colonnello Andrij Turčyn (luglio 2025 - in carica)[40]